# Robert Vandezande
Robert Vandezande (Oud-Heverlee, 18 december 1922 - Leuven, 17 januari 2001) was een politicus voor de Volksunie. Hij zetelde van december 1971 tot september 1985 voor die partij in de Senaat.

## Levensloop
Vandezande studeerde aan het Sint-Pieterscollege in Leuven, en vervolgens rechten aan de KU Leuven. 
Sinds 1949 was hij als jurist actief in de Belgische overheidsadministratie. Hij werd in 1961 benoemd tot directeur van het ministerie van Volksgezondheid en in 1964 inspecteur-generaal Volksgezondheid. Ook was hij van 1958 tot 1961 kabinetsattaché van premier Gaston Eyskens.
Vandezande was in de jaren zestig al actief in de Vlaamse beweging, waaronder de Vlaamse Volksbeweging en het Vlaams Aktiekomitee voor Brussel en Taalgrens. Hij was van 1961 tot 1968 voorzitter van het Verbond van Vlaams Overheidspersoneel. 
Als lid van het presidium van het Overlegcentrum van Vlaamse Verenigingen, een functie die hij uitoefende van 1967 tot 1971, was hij onder meer de auteur van de memoranda die door de verschillende Vlaamse verenigingen werden onderschreven naar aanleiding van de marsen op Brussel.
Hij wou een volledig Nederlandstalige identiteitskaart en won daarover processen bij de Raad van State; uiteindelijk werd de wet gewijzigd zodat de rubriektitels in vier talen op een identiteitskaart mogen.

## Parlementslid
In 1971 nam hij ontslag als ambtenaar en schreef hij zich in als advocaat aan de balie van Brussel. Dat jaar werd hij voor de Volksunie ook lid van de Senaat als gecoöpteerd senator, wat hij bleef tot in 1974. Eenmaal actief ging zijn aandacht in de Senaat uit naar de toepassing van de taalwetten en de in juli 1973 door de Cultuurraad goedgekeurde regelgeving met betrekking tot het taalgebruik in het bedrijfsleven, ook gekend als het Septemberdecreet en het decreet-Vandezande. Dankzij dit decreet zijn bedrijven verplicht hun personeel aan te spreken in de taal van het gewest waar de maatschappelijke zetel van het bedrijf is gevestigd. In de Senaat zetelde hij vervolgens van 1974 tot 1978 als provinciaal senator voor Brabant, van 1978 tot 1981 nogmaals als gecoöpteerd senator en van 1981 tot 1985 opnieuw als provinciaal senator.
In de periode december 1971-oktober 1980 zetelde hij als gevolg van het toen bestaande dubbelmandaat ook in de Cultuurraad voor de Nederlandse Cultuurgemeenschap, die op 7 december 1971 werd geïnstalleerd en waarvan hij in april 1979 vierde ondervoorzitter werd. Vanaf 21 oktober 1980 tot november 1981 was hij tevens korte tijd lid van de Vlaamse Raad, de opvolger van de Cultuurraad en de voorloper van het huidige Vlaams Parlement. Ook in de Vlaamse Raad maakte hij als vierde ondervoorzitter deel uit van het Bureau (dagelijks bestuur).
Na zijn vertrek uit de Senaat was hij nog bestuurslid van het Vlaams Komitee Brussel en werd hij benoemd in de Vaste Nationale Cultuurpactcommissie tot ondervoorzitter.

## Publicaties
Hij was de auteur van 
- De rechten van de rijksambtenaar inzake benoeming en bevordering en de rechtspraak van de Raad van State (1961).
- Voornaamste wetgevende beschikkingen met betrekking tot het statuut van het rijkspersoneel (1961).
- De perspektieven van de Vlaamse ontvoogding in overheidsdienst (1966).
- Leuven Vlaams! (1966).
- De Zes Randgemeenten (1969).
- Het probleem Oost-België (1971).
- Zwartboek van de Belgische taalwetgeving; witboek van de subnationaliteit (1972).
- (Samen met Willy Kuijpers) 10 jaar volksopbouw: samenvatting van parlementair werk (1981).